# قرى جورة عمرة
قرى جورة عمرة وتعرف أيضاً قرى عمرة ومجموعة قرى جورة عمرة هو اسم يطلق على مجموعة قرى وخرب فلسطينية، كانت تتبع قضاء نابلس، وهي من قرى المشيخة زمن الدولة العثمانية، ضمت 25 قرية خلال القرنين الثامن عشر والتاسع عشر.

## التاريخ
تجمعات القرى والمناطق الجغرافية في فلسطين زمن الدولة العثمانية غالباً ما كان يطلق عليها أسماء تبعاً للشيوخ الذين أداروا شؤون النواحي في العهد العثماني أو لموقع المكان نذكر منها:
(قرى الكراسي، قرى العِرقيات،قرى جورة عمرة، قرى الكفريات، قرى النزلات، قرى الصعبيات، قرى الشعراوية، قرى مشاريق البيتاوي، قرى الجماعينيات، قرى بني حارث، قرى بني زيد).

## التسمية
يعتقد أن مجموعة قرى عمرة سميت نسبة إلى خربة عمرة الواقعة في سهل بورين في نابلس بالضفة الغربية.

## مجموعة قرى جورة عمرة
يبلغ عدد قرى جورة 25 قرية، منها (جينصافوط، بيت ايبا، أماتين، جيت، حجة، باقة الحطب، كفر قدوم، وكفر لاقف، رفيديا، زواتا، زيتا، عزون، جيوس، روجيب، بورين،عورتا، بيتا، جماعين، ياسوف، بيت ليد، جنيد، بيت وزن، كفر جمال، كفر عيوش، حوارة، بلاطة).